# Franz Schattenfroh

Franz Schattenfroh

Franz Schattenfroh (* 17. September 1898 in Linz; † 31. Oktober 1974 in Gehrden) war ein österreichisch-deutscher Politiker (NSDAP) und SA-Führer.

## Leben und Wirken
Nach dem Besuch der Volksschule und der Realschule wurde er an der Theresianischen Militärakademie ausgebildet, die er am 18. August 1916 als Leutnant verließ. Am Ersten Weltkrieg nahm er als Zugskommandant, später als 2. Regimentsadjutant und schließlich bis zum März 1918 als Kompaniechef an der italienischen Front beim k.-und-k.-Infanterieregiment 14 teil. Anschließend wurde er dem Kommando der Isonzoarmee zugeteilt, wo er in der Generalstabsabteilung tätig war, bevor er im März 1918 zum Dragonerregiment 4 transferiert wurde. Bereits am 1. August 1917 war er zum Oberleutnant befördert worden. Im Dezember 1918 wurde er aus der Armee entlassen. Am 6. Juli 1922 wurde er noch zum Titular-Rittmeister befördert.
In den 1920er Jahren absolvierte Schattenfroh die Hochschule für Welthandel in Wien, die er 1922 als Diplomkaufmann verließ. Außerdem studierte er sechs Semester Rechtswissenschaften an der Universität Wien. Danach arbeitete er vier Jahre lang in einem Industriekonzern in Wien.
1925 wurde er Chefredakteur des Hauptblattes der österreichischen DNSAP der so genannten Deutschen Arbeiterpresse und am 1. Februar 1927 Chefredakteur der Deutschösterreichischen Tageszeitung, der er bis zum August 1938 vorstand. Als Parteifunktionär übernahm er die Bezirksleitung des 9. Wiener Bezirkes der NSDAP, der er am 4. Juni 1926 beigetreten war (Mitgliedsnummer 51.552). 1926 wurde er Mitglied der Landesleitung der österreichischen NSDAP.
Am 24. April 1932 wurde Schattenfroh in den Bundesrat gewählt, dem er bis zum 1. Juli 1933 angehörte. In dieser Zeit fungierte er als Fraktionsführer der nationalsozialistischen Fraktion des Bundesrates. Nach dem Verbot der NSDAP in Österreich zwischen 1933 und 1938 war er von 1934 bis 1936 Landesleiterstellvertreter der österreichischen Sektion der Partei. Infolge einer Pressekampagne wegen seiner angeblich jüdischen Ehefrau und seiner Ablehnung einer Scheidung zog Schattenfroh sich 1936 für einige Zeit aus allen politischen Funktionen zurück. Zwischen 1933 und 1938 verbrachte er eigenen Angaben zufolge wegen seiner illegalen Tätigkeit für die NSDAP zwanzig Monate in Kerker- und Polizeihaft.
Nach dem Anschluss Österreichs an das Deutsche Reich im März 1938 erhielt Schattenfroh ein Mandat für den nationalsozialistischen Reichstag, dem er von April 1938 bis zum Ende der NS-Herrschaft im Frühjahr 1945 als Abgeordneter für die „Ostmark“ angehörte. Ebenfalls 1938 wurde Schattenfroh Chefredakteur der Kronen Zeitung in Wien. Aufgrund seiner Verdienste um die NS-Bewegung erhielt er außerdem das Goldene Ehrenzeichen der NSDAP. In der SA wurde er am 22. Februar 1940 zum SA-Gruppenführer ernannt.
Im September 1939 trat Schattenfroh als wissenschaftlicher Mitarbeiter in das Auswärtige Amt ein. In diesem übernahm er Aufgaben als Verbindungsoffizier zwischen dem Auswärtigen Amt und dem Oberkommando der 4. Armee. 1943 wurde er Leiter der kulturpolitischen Abteilung des Auswärtigen Amtes in Berlin (Planung und Einsatz von Ausstellungen, Malerei, Filmen, Literatur, Konzerten, Ballett). 1944 wurde er zur Dienstleistung im Reichsministerium des Inneren beurlaubt. Später im selben Jahr verwaltete er die Stelle des Landeshauptmannes der Provinz Hannover.
Des Weiteren legte Schattenfroh eine Reihe von Büchern historisch-politischen Inhalts vor. In der Holocaust-Forschung ist insbesondere das Werk Wille und Rasse berücksichtigt worden, in dem Schattenfroh auf vierhundert Seiten die Geschichte der jüdischen „Aggression“ nachzeichnet, bevor er die physische Liquidierung der Juden als Methode zur „Endlösung der Judenfrage“ andeutet.
Bei Kriegsende wurde Schattenfroh von den Alliierten verhaftet und in der Britischen Besatzungszone interniert. Da die österreichische Regierung kein Auslieferungsersuchen stellte, wurde er vor einem britischen Tribunal in Hamburg angeklagt, das ihn freisprach. Nach seinem Freispruch wurde er durch das Land Niedersachsen pensioniert. Er hatte Einsitz in der Generalvertretung der Zementsackfabrik Beckum für das Land Niedersachsen.

## Schriften
- Wille und Rasse. Verl. f. Wirtschaft u. Kultur, Berlin 1939 und Stubenrauch, Berlin 1943. Nach Ende des Zweiten Weltkriegs in der Sowjetischen Besatzungszone auf die Liste der auszusondernden Literatur gesetzt.[4]
- Britenfaust und Judengeist. Eine Reise durch Ägypten und Palästina im Schatten des Krieges. Verl. f. Wirtschaft u. Kultur Payer & Co. Berlin, Wien u. Zürich 1940. Nach Ende des Zweiten Weltkriegs in der Sowjetischen Besatzungszone auf die Liste der auszusondernden Literatur gesetzt.[5]
- Du und die Partei. Gedanken über die innere und äußere Haltung des Nationalsozialisten. Flugschrift, 1941.